# Queensland Open 1975
Il Queensland Open 1975 è stato un torneo di tennis giocato sull'erba. È stata la 80ª edizione del torneo di Brisbane, che fa parte dei Tornei di tennis maschili indipendenti nel 1975 e dei Tornei di tennis femminili indipendenti nel 1975. Il torneo si è giocato a Brisbane in Australia dall'8 al 14 dicembre 1975.

## Campioni

### Singolare
Malcolm Anderson ha battuto in finale  Mark Edmondson con il punteggio di 3–6 6–3 6–4 6–4

### Doppio maschile
Informazione non disponibile

### Singolare
Nina Bohm ha battuto in finale  Nerida Gregory con il punteggio di 6–1 6–1

### Doppio
Informazione non disponibile